# Štětinovky
Štětinovky (Acanthobdellida) představují řád pijavic.

## Systematika a popis
Řád Acanthobdellida zahrnuje pouze jedinou čeleď štětinovkovití (Acanthobdellidae) a pouze dva žijící druhy: štětinovka sibiřská (Acanthobdella peledina) Grube, 1850 a Acanthobdella livanowi (Epshtein, 1966). Z hlediska užívaných taxonomických kategorií jim v literatuře bývá vyčleněna i samostatná podtřída či infratřída Acanthobdellidea.
Z hlediska předpokládané fylogeneze představují štětinovky jeden ze tří hlavních kladů pijavic. Za bazální skupinu pijavic jsou pokládány potočnice (Branchiobdellida), zatímco štětinovky zřejmě představují sesterský taxon vůči všem zbývajícím „pravým“ pijavicím (Hirudinida).
Od zbývajících pravých pijavic se štětinovky odlišují několika specifickými znaky, z nichž mezi nejvýraznější patří přítomnost párových štětin neboli chét na pěti anteriorních tělních článcích, stejně jako absence přední přísavky. U A. peledina se objevuje pouze malá koncová přísavka, vznikající ze čtyř z celkem třiceti tělních článků. Každý článek se prostřednictvím pseudosegmentace povrchově rozděluje do čtyř „článků“. Pět předních oddílů coelomu oddělují zřetelné přepážky. Celková délka živočicha činí asi 30 mm.

## Ekologie
Oba dva druhy se soustředí do nejsevernějších regionů severní polokoule. A. peledina má rozsáhlý areál výskytu napříč severem holarktické oblasti, žije jak v Severní Americe, tak v Eurasii – zde se rozšíření ve směru od západu na východ táhne od Norska po oblast Kolyma na ruském Dálném východě. Špatně známý druh A. livanowi se naproti tomu vyskytuje pouze na poloostrovech Kamčatka a Čukotka.
Štětinovky představují ektoparazity, živí se především krví lososovitých ryb. Potravu získávají za pomoci sosáku podobné struktuře v přední části trávicí trubice. Navzdory tomu, že je život štětinovek spojen se sladkovodními ekosystémy (jezera), částečně zřejmě žijí i na okolní vegetaci.